# Jeff Bower
Jeff Bower, né le 26 avril 1961, à Hollidaysburg, en Pennsylvanie, est un entraîneur et dirigeant américain de basket-ball. Il est manager général des Hornets de La Nouvelle-Orléans lors de la saison 2002-2003 et de 2005 à 2010, puis manager général des Pistons de Détroit de 2014 à 2018.